# Hui Ruoqi
Hui Ruoqi (4 de março de 1991) é uma voleibolista profissional chinesa, campeã olímpica. 

## Carreira
Hui Ruoqi membra da seleção chinesa de voleibol feminino. Em 2016, representou seu país nos Jogos Olímpicos de Verão no Rio de Janeiro, que foi campeã.

## Premiações individuais
- MVP do Montreux Volley Masters  de 2016
- 1ª Melhor Ponteira do Montreux Volley Masters  de 2016